# Parkrampe

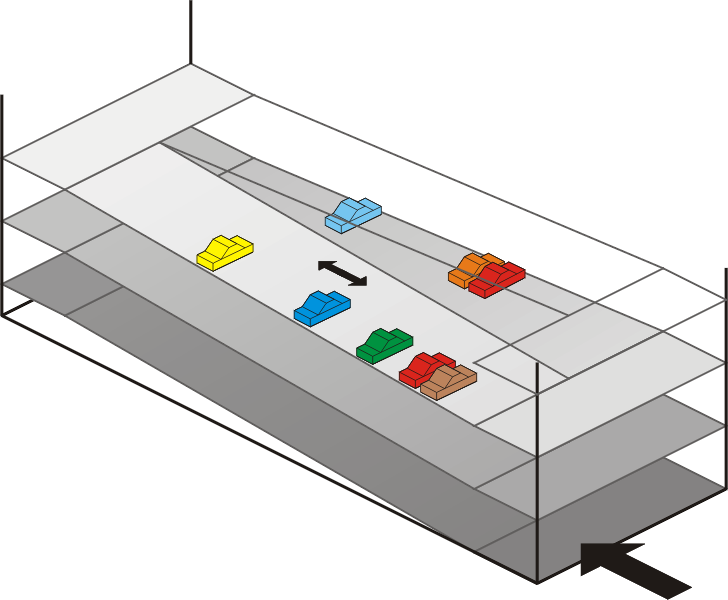
Prinzipskizze einer Parkrampe

Eine Parkrampe ist eine Variation eines Parkhauses oder seltener einer Tiefgarage. Dabei sind die Parkstände seitlich auf der Rampe quer zur Neigung angeordnet. Meist sind sie einseitig, gelegentlich aber auch zweiseitig angeordnet. Bei einseitiger Anordnung ist die Parkrampe zwischen 11 und 12 Metern breit, bei zweiseitiger Anordnung 16 bis 18 Meter. Die Neigung beträgt vier bis maximal sechs Prozent. Auf der Rampe darf sowohl auf- als auch abwärts gefahren werden.
Vorteil beim Einsatz von Parkrampen ist die gute Flächenausnutzung; sie hat, nach Parkregalsystemen, mit das beste Verhältnis von Stellfläche zu Erschließungsfläche.
Varianten sind beim Parkrampen-System häufig: Beispielsweise Kombination einer mittleren Parkreihe mit Befahrung in beiden Richtungen mit zwei äußeren, die nur aufwärts, respektive abwärts befahren wird. 
Ebenfalls anzutreffen sind ausschließlich in einer Richtung zu befahrende Parkrampen, an die auf jeder Ebene für die Gegenrichtung eine Turmrampe („Wendelrampe“) angeschlossen ist.
Beispiele: 
- CitiPark Tiefgarage Rostock, Lange Straße, ADAC-prämiert
- Waldthausenpark Parkhaus Düsseldorf, Bendemannstraße
- Kastner & Öhler Tiefgarage Graz
- Schlossberggarage Freiburg im Breisgau
- Parkhaus City II Wiesbaden